# Campylopus julaceus
Campylopus julaceus là một loài Rêu trong họ Dicranaceae. Loài này được A. Jaeger mô tả khoa học đầu tiên năm 1880.